# Dialankine (Oulampane)
Ne doit pas être confondu avec Dialankine (Bona).
Dialankine est un village du Sénégal situé en Basse-Casamance, à proximité de la frontière avec la Gambie. Il fait partie de la communauté rurale d'Oulampane, dans l'arrondissement de Sindian, le département de Bignona et la région de Ziguinchor.